# 东屯渡街道
东屯渡街道，是中华人民共和国湖南省长沙市芙蓉区下辖的一个乡镇级行政单位。

## 行政区划
东屯渡街道下辖以下地区：
芙蓉社区、东屯渡社区、扬帆社区、德政园社区、荷花园社区、东方新城社区、东郡社区和西街社区。